# Steve Nash
Stephen John Nash OC OBC (sinh ngày 7 tháng 2 năm 1974) là cựu vận động viên bóng rổ người Canada và gần đây nhất là Huấn luyện viên cho đội Brocklyn Nets thi đấu tại Giải bóng rổ Nhà nghề Mỹ (NBA). Trong 18 mùa giải thi đấu tại NBA, Nash có 8 lần tham gia All-Star và 7 lần được lựa chọn vào đội hình All-NBA. Anh có 2 năm liên tiếp được trao danh hiệu Cầu thủ bóng rổ xuất sắc nhất NBA (2005 và 2006).
Sau khi nổi lên trong cộng đồng bóng rổ học sinh tại tỉnh British Columbia, Nash nhận học bổng tại Đại học Santa Clara, bang California. Trong 4 mùa giải tại đây, đội bóng Santa Clara có 3 lần tham dự NCAA và Nash 2 lần được chọn là cầu thủ xuất sắc nhất khu vực bờ Tây. Nash tốt nghiệp Đại học Santa Clara với thành tích là cầu thủ nhiều kiến tạo nhất lịch sử đội bóng rổ của trường đại học này. Anh được Phoenix Suns lựa chọn ở lượt thứ 15 tại mùa giải năm 1996. Không có nhiều đóng góp cho Suns, anh chuyển sang Dallas Mavericks vào năm 1998. Ở mùa giải thứ tư tại đây, anh có được trận đấu All-Star đầu tiên cũng như lần đầu có tên trong đội hình All-NBA. Một năm sau, anh cùng Dirk Nowitzki và Michael Finley đưa Mawericks vào tới trận chung kết miền Tây. Anh trở thành cầu thủ tự do và trở về Suns vào mùa giải 2003–04.
Mùa giải 2004–05, Nash đưa Phoenix Suns vào tới trận chung kết miền Tây và được bầu chọn là Cầu thủ bóng rổ xuất sắc nhất NBA. Anh tiếp tục nhận danh hiệu này ở mùa giải tiếp theo, và về nhì sau Nowitzki tại mùa giải 2006–07. Nash hiện vẫn giữ kỷ lục kiến tạo và ném phạt của giải đấu, và thường được coi là một trong những hậu vệ dẫn bóng xuất sắc nhất lịch sử.
Nash thi đấu cho Đội tuyển bóng rổ quốc gia Canada từ năm 1991 đến 2003, tham gia một kỳ Thế vận hội Mùa hè và 2 lần nhận giải Cầu thủ xuất sắc nhất FIBA AmeriCup. Anh từng có tên trong Đội hình kỷ niệm thành lập NBA (75 năm). Năm 2006, tạp chí Time đưa anh vào danh sách 100 người có ảnh hưởng nhất thế giới. Anh được nhận Huân chương Canada vào năm 2007 và được một lần nữa vào năm 2016. Từ năm 2012 tới năm 2019, anh là Huấn luyện viên trưởng của Đội tuyển bóng rổ quốc gia Canada.
Năm 2008, anh được trao Tiến sĩ danh dự tại Đại học Victoria. Anh còn là đồng sở hữu câu lạc bộ Vancouver Whitecaps FC thi đấu tại Major League Soccer (MLS) kể từ năm 2011. Nash còn được biết đến với nhiều hoạt động từ thiện.